# شهرستان میسا (کلرادو)
شهرستان میسا، کلرادو (به انگلیسی: Mesa County, Colorado) یک سکونتگاه مسکونی در ایالات متحده آمریکا است که در کلرادو واقع شده‌است.

## خصوصیات
شهرستان میسا ۸٬۶۵۳٫۲ کیلومترمربع مساحت دارد.